# Reinhard Bachmann

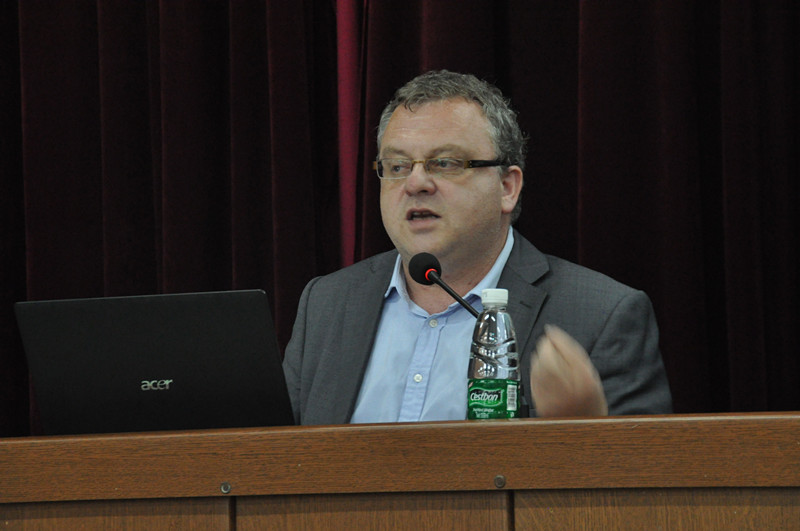
Reinhard Bachmann (2012)

Reinhard Bachmann (* 15. Februar 1961 in Bayreuth) ist ein deutscher Wirtschafts- und Sozialwissenschaftler, der an der University of London, School of Oriental and African Studies lehrt und forscht. Er ist dort Lehrstuhlinhaber im Fachgebiet International Management. 
Zudem ist er der Gründer und Direktor des Centre for Trust Research (an der University of London, SOAS).

## Leben
Reinhard Bachmann promovierte 1993 an der Universität Dortmund mit einer Arbeit zum Thema Die Praxis der Wissenstechnologie – soziologische Rekonstruktionen am Beispiel der Entwicklung und des Einsatzes von wissensbasierten Konfigurationssystemen (bei Thomas Malsch). Bevor er 2014 einen Ruf an die University of London, SOAS, annahm, war er u. a. an der University of Cambridge (als Research Fellow), der Rijksuniversiteit Groningen (als Assistant Professor), der University of London, Birkbeck College (als Associate Professor/'Reader') und an der University of Surrey (als Full Professor) tätig.
2006 nahm er Einladungen zu Gastprofessuren an die New York University und an das Institut für Höhere Studien in Wien an; 2012 lehrte er als Gastprofessor an der University of Wuhan. Im Jahr 2019 erhielt er eine Einladung der Vrije Universiteit Amsterdam und im Jahr 2024 besuchte er das Muroran Institute of Technology in Japan.
Reinhard Bachmann ist Mitbegründer und Teilhaber des IUK-Instituts in Dortmund.

## Forschung
Reinhard Bachmann gilt als einer der Vorreiter der Vertrauensforschung im Bereich der Managementlehre. Mit seinen Arbeiten aus den 1990er Jahren hat er wesentlich zur Entwicklung und Gestaltung dieses heute äußerst aktuellen Forschungsgebietes beigetragen. Sein besonderes Forschungsinteresse zielt auf die Entwicklung und die Funktionen von Vertrauen und Macht in zwischenbetrieblichen Beziehungen (z. B. Strategische Allianzen, Netzwerke, Joint Ventures). Zu seinen Arbeiten zählen theoretische Analysen des Vertrauensbegriffs ebenso wie international vergleichende Studien zur Genese von Vertrauen in vertikalen und horizontalen Geschäftsbeziehungen.

## Veröffentlichungen (Auswahl)
Reinhard Bachmanns Arbeiten sind in internationalen Fachzeitschriften erschienen (beispielsweise Organization Studies, Cambridge Journal of Economics, British Journal of Sociology, Journal of Managerial Psychology, European Societies). Er fungierte als Herausgeber zahlreicher Publikationen, u. a. des 'Handbooks of Trust Research' (Edward Elgar 2006, mit Akbar Zaheer), der 'Landmark Papers on Trust' (Edward Elgar 2008, mit Akbar Zaheer) und eines Sammelbandes zum Thema 'Trust Within and Between Organizations' (Oxford University Press 1998/2000, mit Christel Lane).
Zu seinen am häufigsten zitierten Fachaufsätzen zählen u. a.:
- The Social Constitution of Trust: Supplier Relations in Britain and Germany. In: Organization Studies 17 (1996), 3. S. 365–395 (mit Christel Lane). – [reprinted in: Masaaki Kotabe and Michael Mol (eds.), Global Supply Chain Management. Volume 2. Cheltenham: Edward Elgar 2006. S. 161-191, and in: Reinhard Bachmann and Akbar Zaheer (eds.), Landmark Papers on Trust. Volume 1. Cheltenham: Edward Elgar 2008. S. 331–361].
- Contract Law, Social Norms and Inter-firm Cooperation. In: Cambridge Journal of Economics 21 (1997), 2. S. 171–195 (mit Alessandro Arrighetti und Simon Deakin). - [reprinted in: Reinhard Bachmann and Akbar Zaheer (eds.), Landmark Papers on Trust. Volume 1. Cheltenham: Edward Elgar 2008. S. 416–440].
- Co-operation in Inter-firm Relations in Britain and Germany: the Role of Social Institutions. In: British Journal of Sociology 48 (1997), 2. S. 226–254 (mit Christel Lane).
- Vertrauen und Macht in zwischenbetrieblichen Kooperationen – zur Rolle von Wirtschaftsrecht und Wirtschaftsverbänden in Deutschland und Großbritannien. In: Managementforschung 7 (edited by Georg Schreyögg/Jörg Sydow) (1997), S. 79–110 (with Christel Lane).  - [reprinted in: Jörg Sydow (ed.), Management von Netzwerkorganisationen. Beiträge aus der 'Managementforschung' (1st-5th editions). Wiesbaden: Gabler 2010. S. 75–106].
- Co-operation at Work: a Process-Oriented Perspective on Joint Activity in Inter-Organizational Relations. In: Ergonomics 43 (2000), 7. S. 983–997 (mit Theo Wehner und Christoph Clases).
- Trust, Power and Control in Trans-Organizational Relations. In: Organization Studies 22 (2001), 2. S. 341–369. - [reprinted in: Roderick Kramer (ed.), Organizational Trust. A Reader. Oxford: Oxford University Press 2006. S. 134-162, and in: Reinhard Bachmann and Akbar Zaheer (eds.), Landmark Papers on Trust. Volume 1. Cheltenham: Edward Elgar 2008. S. 528–556, und in: Stewart Clegg and Mark Haugaard (eds.), Power and Organizations. London: Sage 2012].
- Studying Trust in Virtual Organizations. In: International Studies of Management and Organization 33 (2003), 3. S. 7–27 (mit Christoph Clases und Theo Wehner).
- Understanding Organizational Trust – Foundations, Constellations, and Issues of Operationalisation. In: Journal of Managerial Psychology 19 (2004), 6. S. 556–570 (mit Guido Möllering und Soo Hee Lee).
- Transition Economies and Trust Building. A Network Perspective on the Enlargement of the E.U. In: Cambridge Journal of Economics 30 (2006), 6. S. 923–939 (mit Hans van Ees).
- Analyzing Inter-organizational Relationships in the Context of their National Business Systems. A Conceptual Framework for Comparative Research. In: European Societies 11 (2009), 1. S. 49–76 (mit Arjen van Witteloostuijn).
- Understanding Institutional-based Trust Building Processes in Inter-organizational Relationships. In: Organization Studies 32 (2011), 2. S. 281–301 (mit Andrew Inkpen). -- [reprinted in: Ana Costa and Neil Anderson (ed.), Trust and Social Capital in Organizations. 4 Vols. London: Sage 2013].
- At the Crossroads: Future Directions in Trust Research. In: Journal of Trust Research 1 (2011), 2. S. 203–213.
- Why the Epistemologies of Trust Researchers Matter. In: Journal of Trust Research 5 (2015), 2. S. 153–169 (mit Neve Isaeva, Alexandra Bristow und Mark Saunders).
- Repairing Trust in Organizations and Institutions. Toward a Conceptual Framework. In: Organization Studies 36 (2015), 9. S. 1123–1142 (mit Nicole Gillespie und Richard Priem).
- Trust, Power or Money: What Governs Business Relationships? In: International Sociology 32 (2017), 1. S. 3–20 (mit Frens Kroeger).
- Neither Acquiescence nor Defiance: Tuscan Wineries' "Flexible Reactivity" to the Italian Government's Quality Regulation System. In: British Journal of Sociology 72 (2021), 5. S. 1430–1447 (mit Taeyoung Yoo und Oliver Schilke).
- Responsible Autonomy: The Interplay of Autonomy, Control and Trust for Knowledge Professionals Working Remotely During COVID-19. In: Economic and Industrial Democracy 45 (2024), 1. pp. 57-82  (with Neve Abgeller, Tony Dobbins and Deidre Anderson).
- Identifying Trust Exchange Dynamics and Constituents of Employee Trust within Management Consulting. In: Work, Employment and Society (online first June 2024) (with Neve Abgeller, Mark Saunders and Mishra Aneil).